# Teknologiforståelse
Teknologiforståelse (en. technological literacy) er et teoretisk begreb, der fokuserer på teknologis indflydelse på sociale og kulturelle forhold på arbejdspladser.  Begrebet teknologiforståelse er inspireret af uddannelsesvidenskabeligt, teknologifilosofisk og antropologisk arbejde, hvor teknologiens indflydelse på kultur og sociale relationer er i fokus. Teknologiforståelse er derfor ikke en kompetence, der kan læres, men skal forstås som en livslang læreproces. 
Begrebet tager afsæt i det engelske technological literacy, hvis hovedfokus er på STEM-fag (Science, Technology, Engineering and Mathematics). Her er formålet er at formulere curriculumbestemte standarder for technological literacy.  